# Церква Святого Великомученика Юрія (Новояворівськ)
Церква Святого Великомученика Юрія — стара дерев'яна церква, збудована в 1715 році в селі Вільшаниця, перенесена в м. Новояворівськ в 1993 році. Діюча церква, у користуванні громади УГКЦ. Настоятель о. Василь Крошний. При храмі служать сестри-монахині ЧСВВ.

## Історія

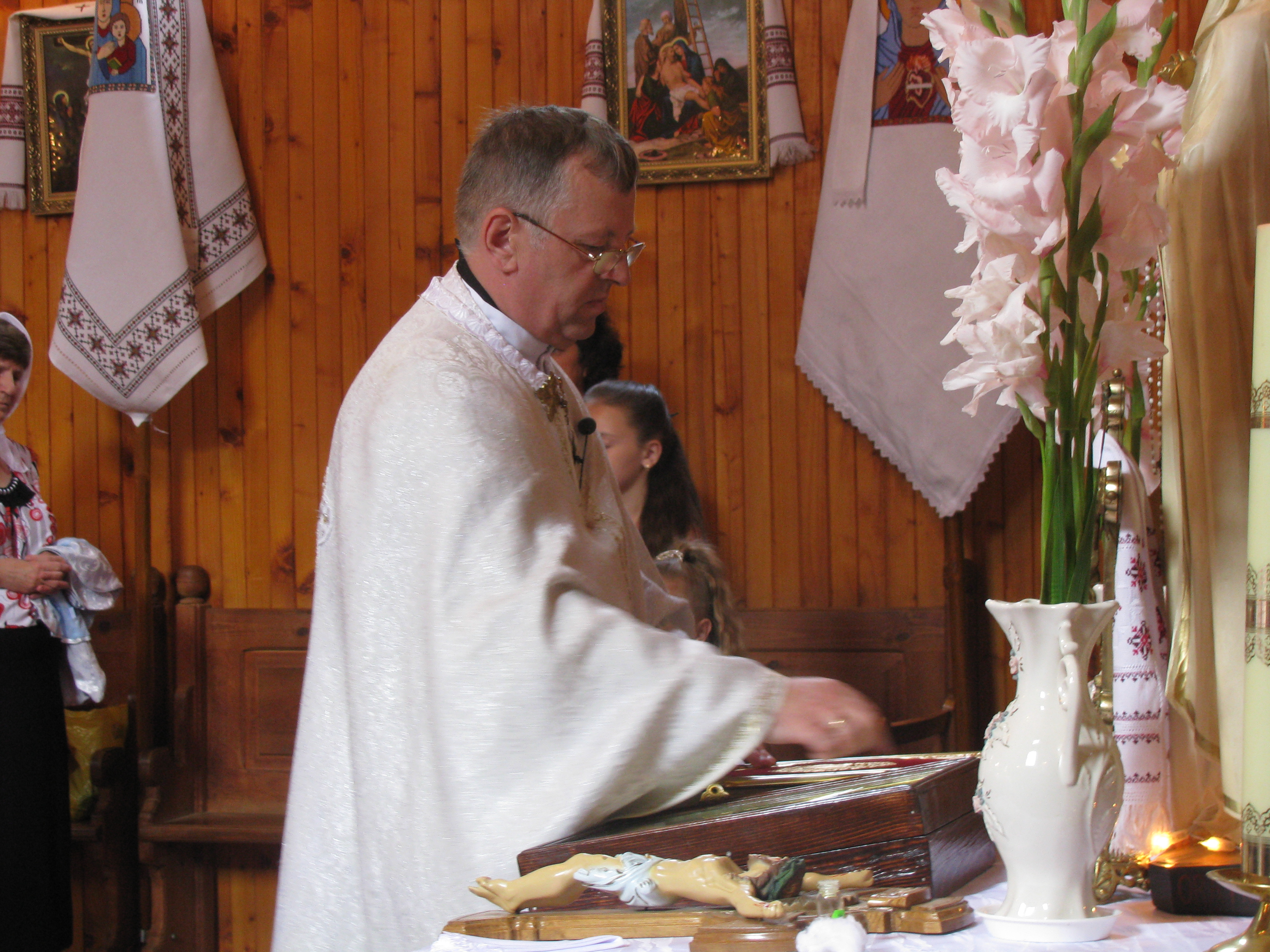
Настоятель храму о. Василь Крошний

Раніше, на схід від міста Яворів існувало село Вільшаниця (воно ще позначене на топокартах М 1 : 200 000, хоча не існує — його мешканців виселили у 1960-х рр. у зв'язку з розробкою сірчаних кар'єрів, а село затопили «Яворівським морем»).
Перша відома у Вільшаниці церква була споруджена у 1540 році. Наступна дерев'яна церква, зведена у XVII—XVIII ст., у 1796 році була переставлена на новий фундамент.
У 1801 році в село коштом яворівського уряду перенесено дерев'яну церкву, ймовірно з села Вілька-Роснівська (тепер с. Роснівка). Про це свідчить напис на надпоріжнику західних дверей. Про те, що церква перенесена вказує її назва у написі — Покрова Пр. Богородиці, а у Вільшаниці у 1660 році вже відома як церква Святого Юрія.
У 1801 році, коли перенесли церкву до Вільшаниці, у Вільці-Роснівській посвятили нову.
1881 році до вільшанецького храму перенесли, з розібраної василиянської церкви Святого Онуфрія, з сусіднього села Лісок, престол.
У 1938 році здійснені ремонтні роботи, про що свідчив напис на таблиці, встановленій на північній стіні бабинця в інтер'єрі:

| Церква будована 1715 р. Ремонтована і мальована 1938 р. Ремонтував: Григорій Ромаха з Вільшаниці Малював: Василь Мурин маляр з Залужа. Ремонт і мальовання переведено старанням: Всч. о. Евгена Ломницького пароха Николая Касіяна, Михайла Барана коміте тових церкви жертвами, парохіян". |
1970-ті роки, внаслідок розробки сірчаного кар'єру, мешканців села Вільшаниця та навколишніх хуторів Тараньки, Зозулі, Шоти, Баджеги, Велика та Мала Толоки, Гноєнець, Загрушка переселили переважно у селище Шкло, міста Новояворівськ і Яворів. Церква почала занепадати.
У 1993 році, частина колишніх вільшаничан, які проживають у місті Новояворівську вирішила перенести дерев'яну церкву в місто, на що отримали згоду від міської влади і розпочали роботи по перенесенню святині. З нагоди даної події на церковному подвір'ї установили дерев'яний хрест з написом:

| ПАМ`ЯТКА ПЕРЕНОСУ ЦЕРКВИ СВ. ЮРА 1993 р. |
Роботи по переносу церкви завершені у 1996 році.
Церква у користуванні громади УГКЦ.

## Архітектура
Пам'ятка архітектури і історії. Стоїть на рівній просторій ділянці південно-західної околиці міста, біля соснового лісу, недалеко траси. Тризрубна, одноверха, поставлена на бетонний фундамент. Її зруби (нави) розташовані по осі схід-захід. До вівтаря з обидвох сторін прибудовані ризниці, а вхід до бабинця вкритий великим двосхилим дахом на дерев'яних стовпах.
Це накриття розриває піддашшя, яке оточує церкву і переважно опирається на приставні кронштейни. Бічний вхід до церкви влаштований в південній стіні нави. Під опасанням стіни з відкритого зрубу, над опасанням — шальовані вертикально дерев'яною вагонкою. Маківка вінчає приплюснену баню, яка вкриває світловий восьмерик нави.
На південь від церкви розташована велика дерев'яна триярусна квадратова дзвіниця, вкрита банею з ліхтарем і маківкою

## Світлини

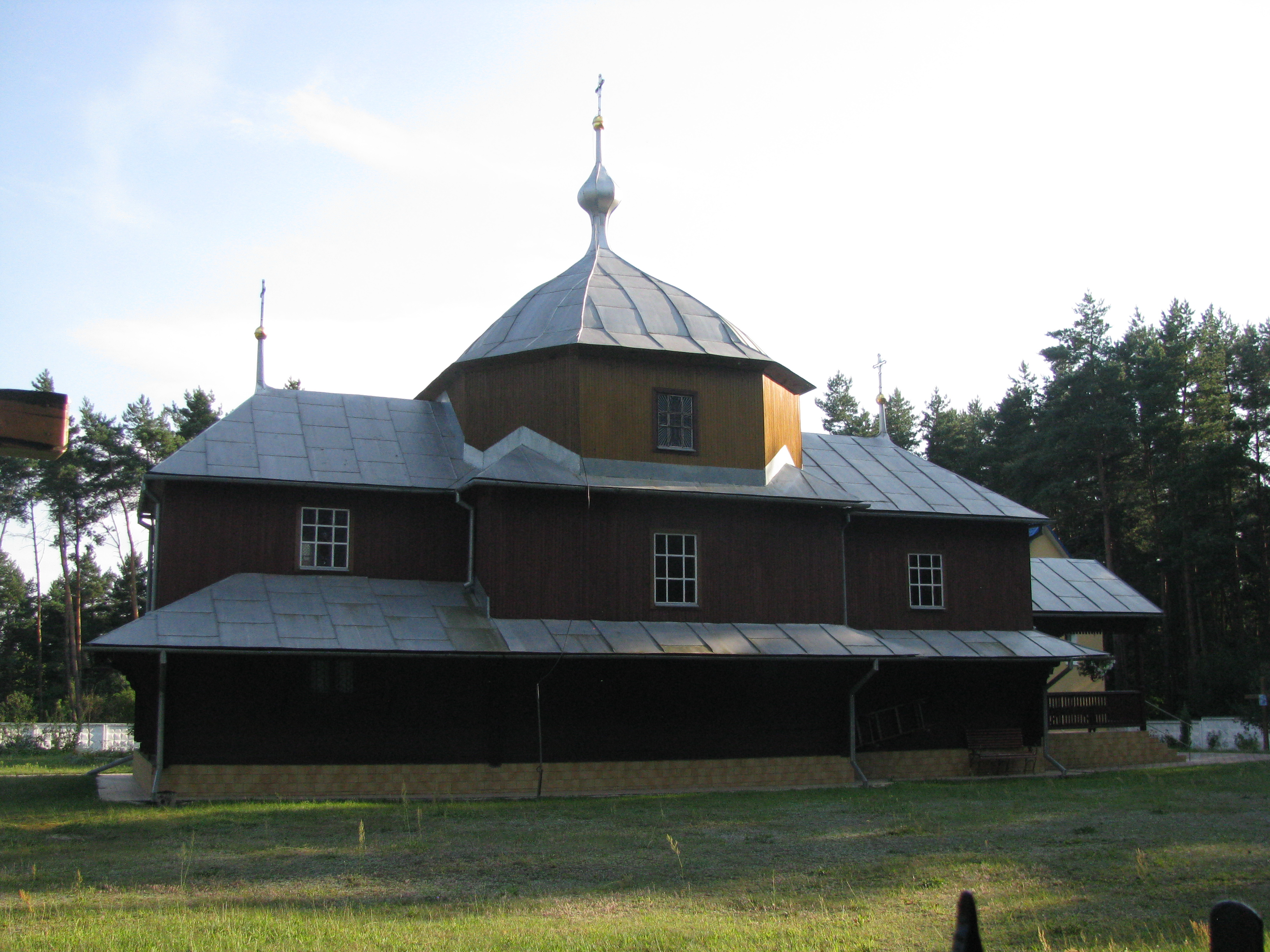
Загальний вигляд
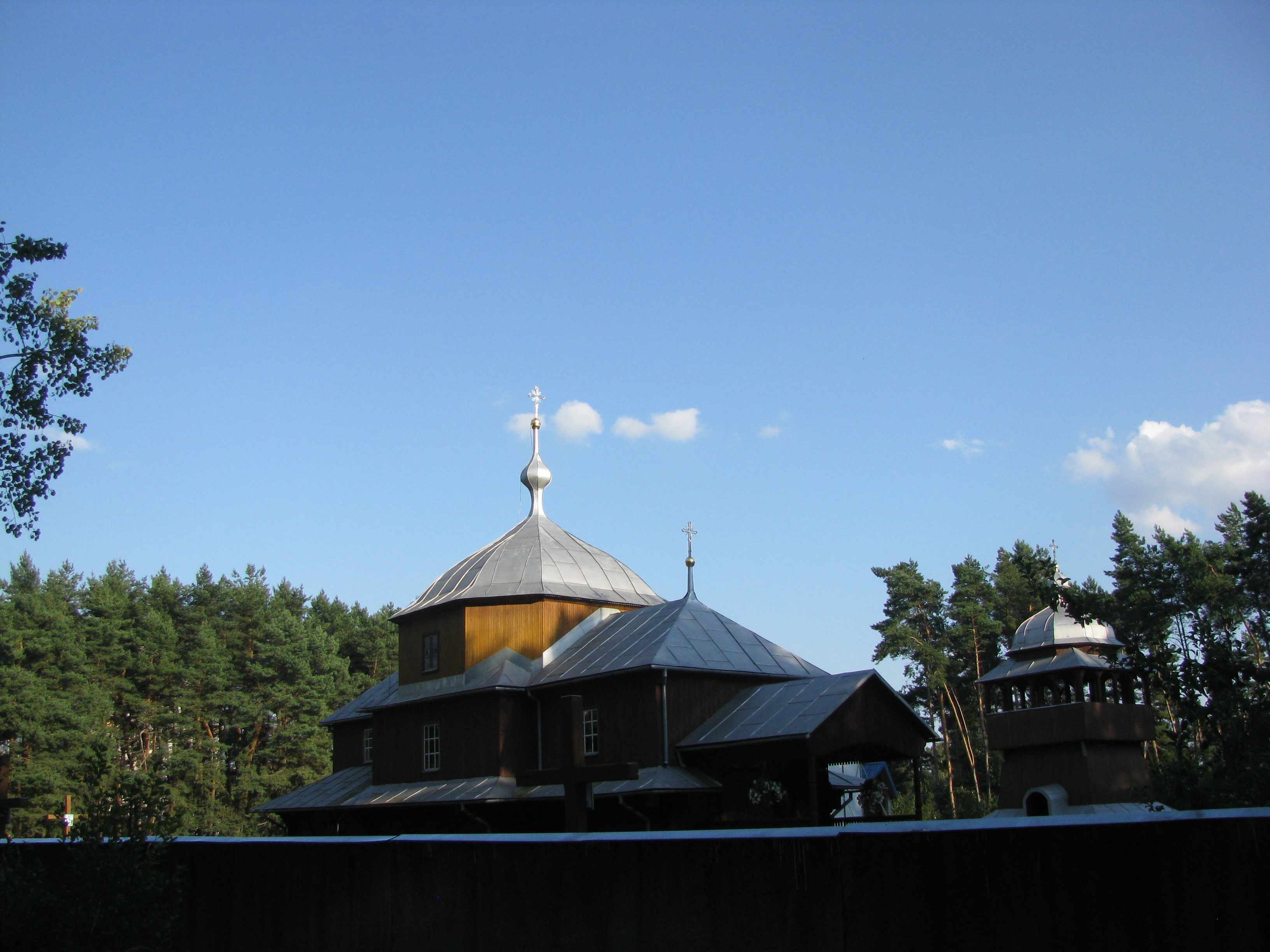
Вид на куполи
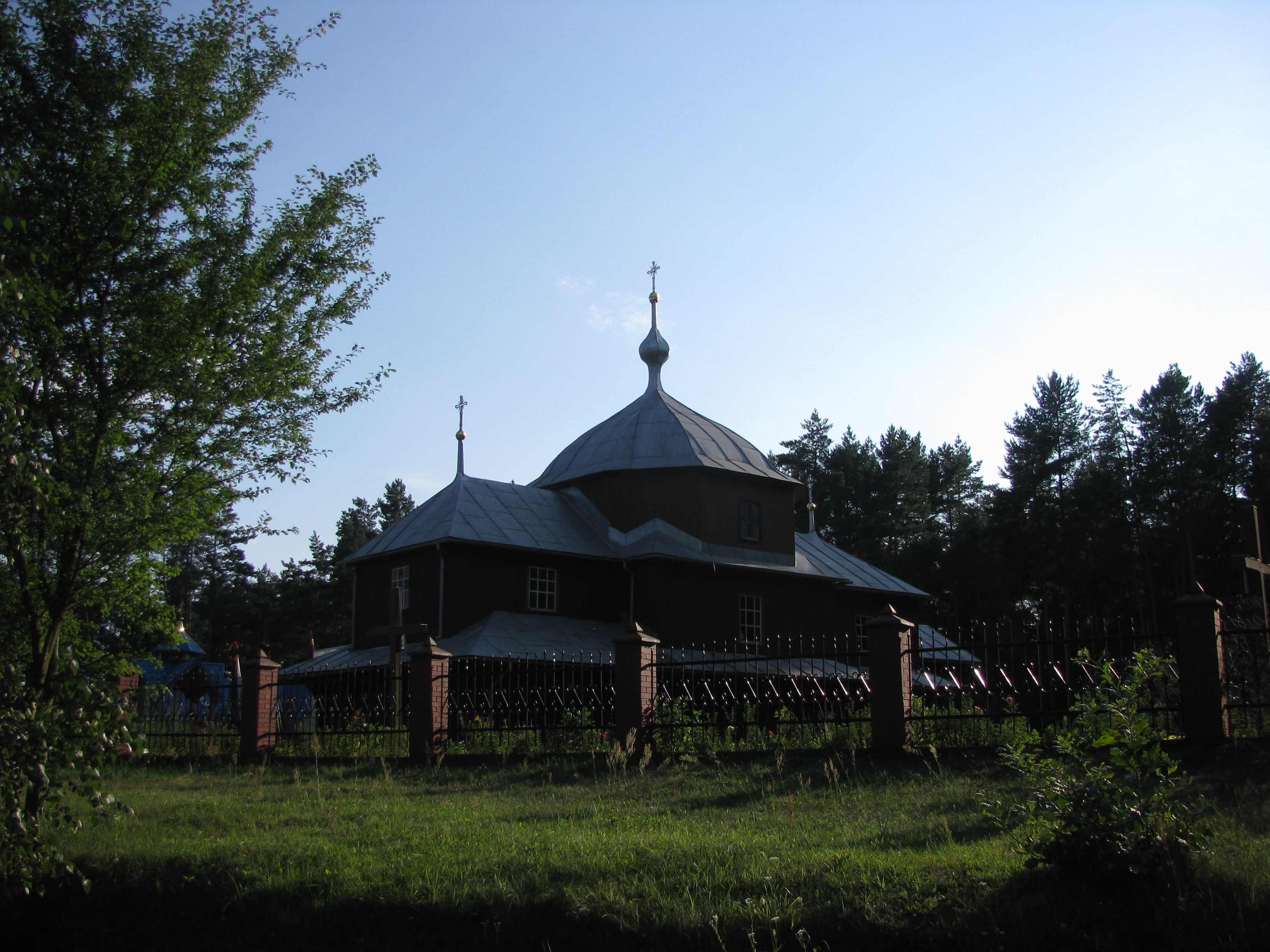
Храм на заході сонця
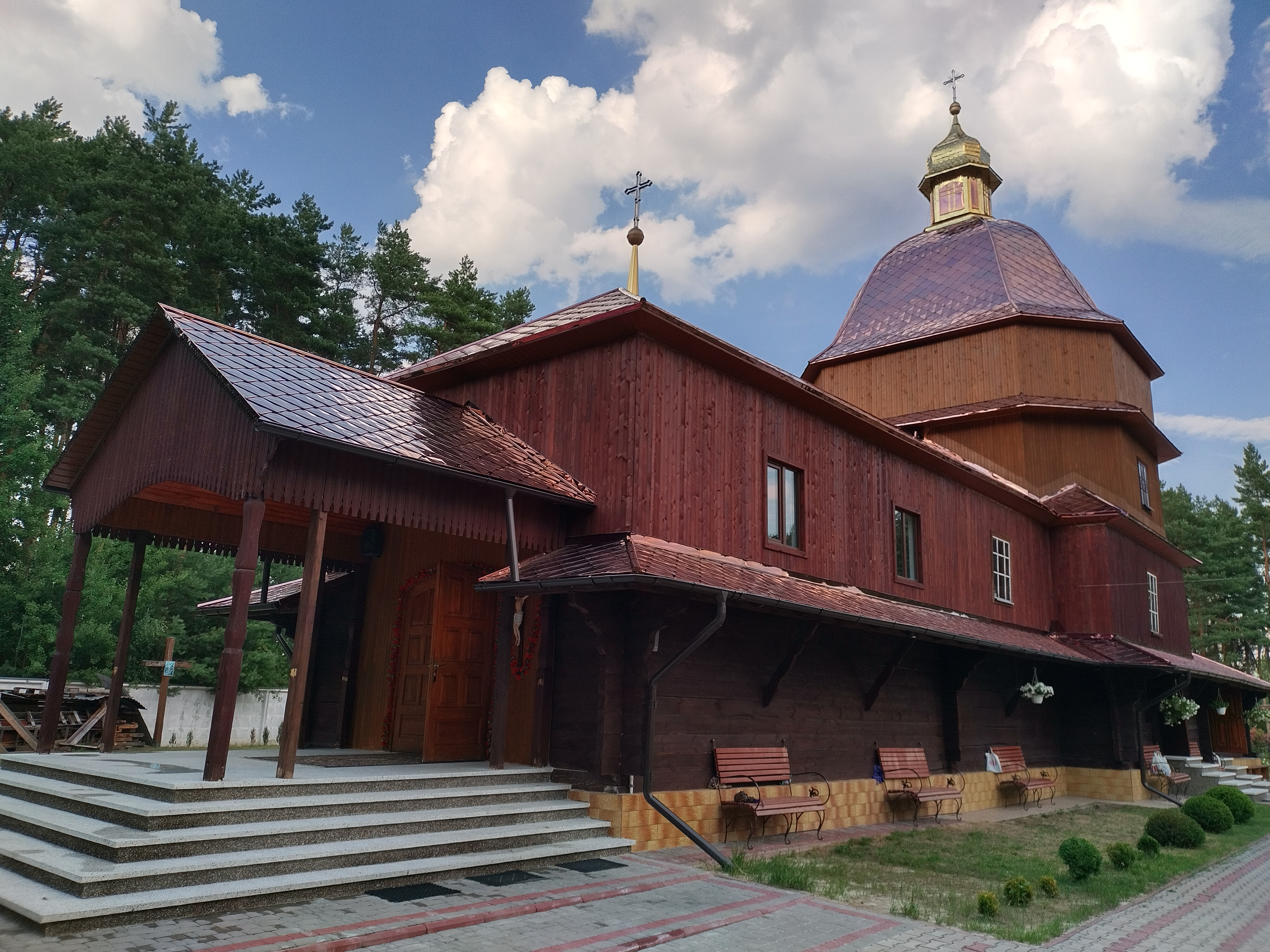
Головний вхід
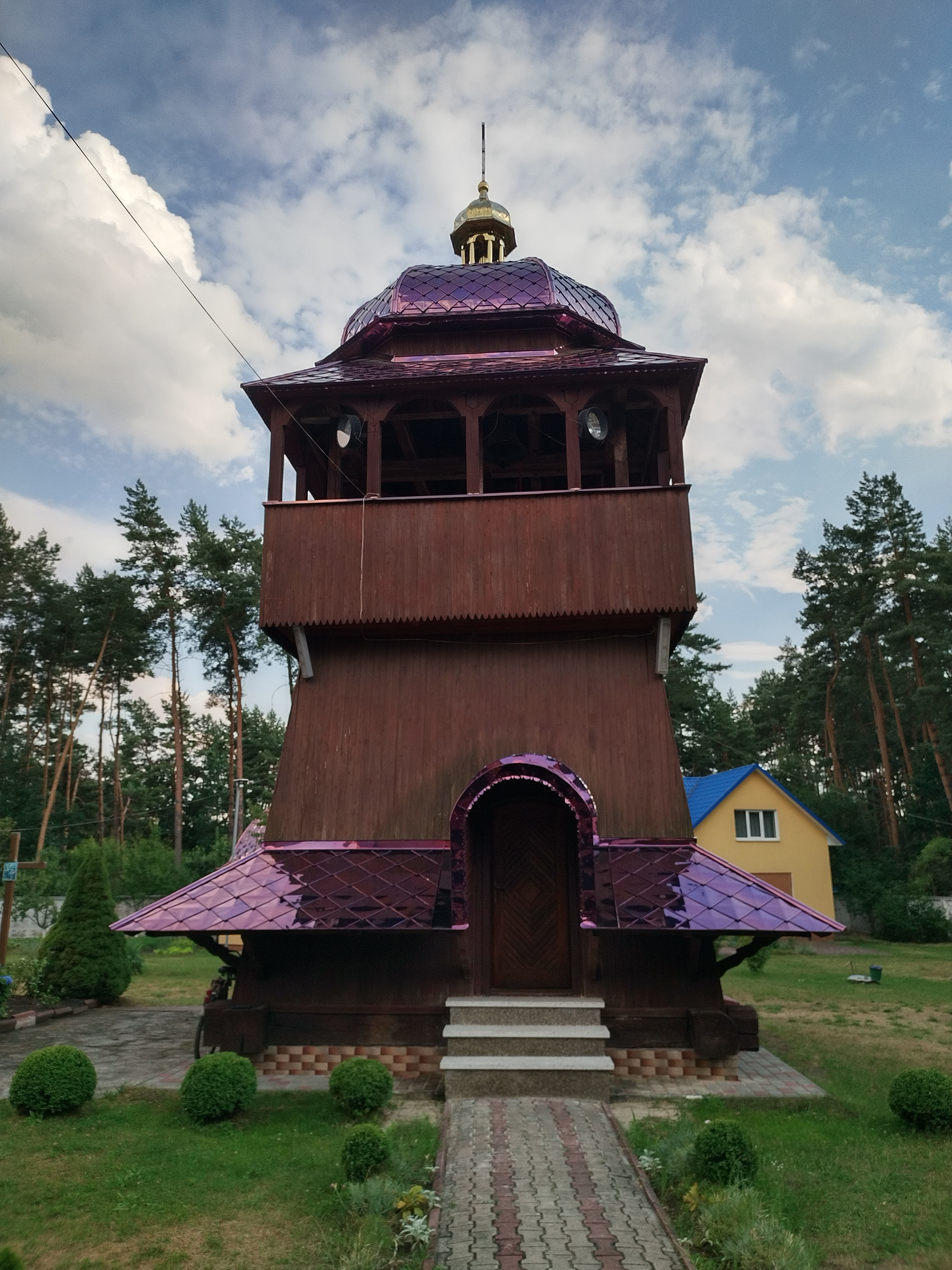
Дзвіниця
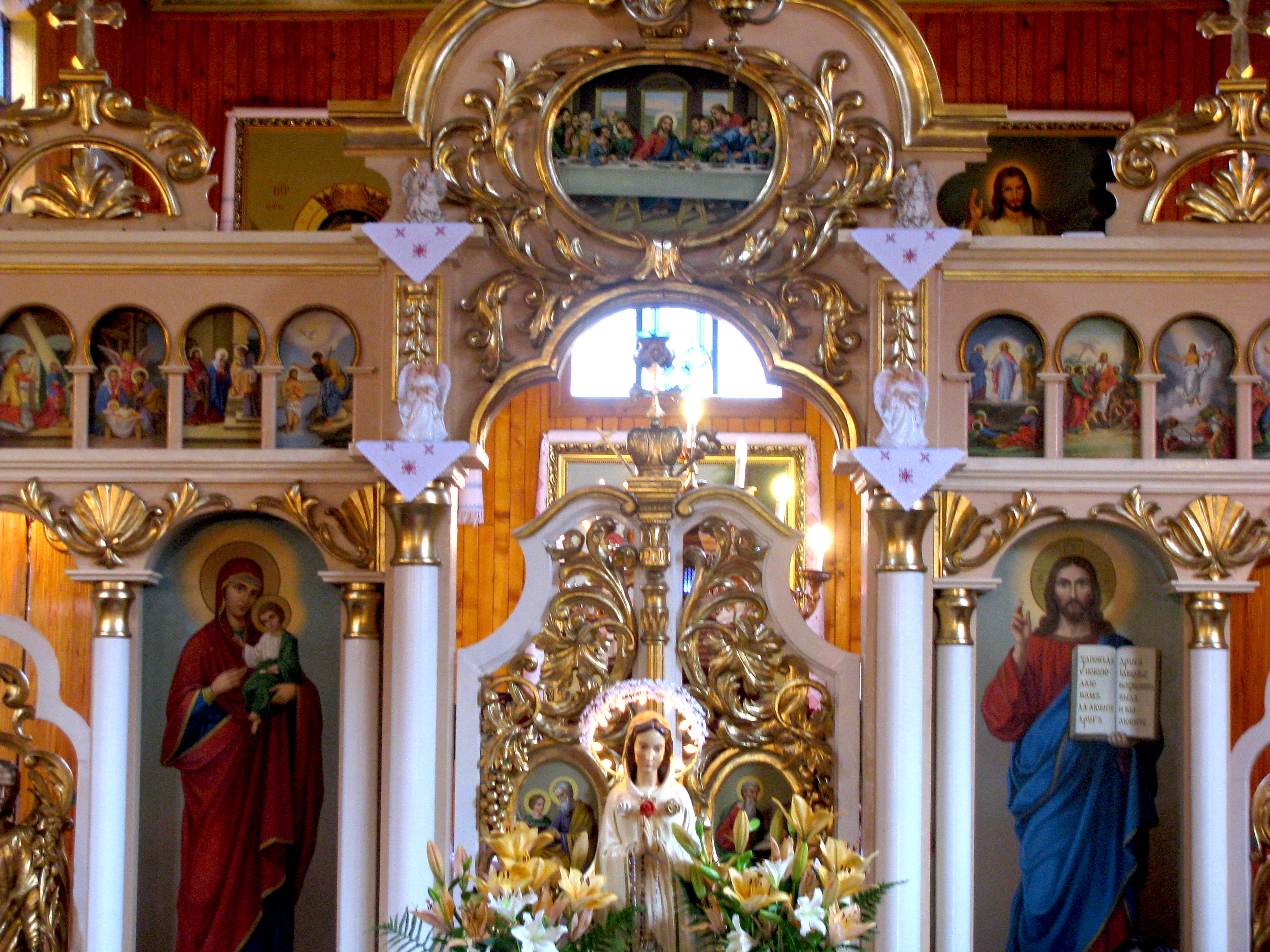
Фрагмент іконостасу
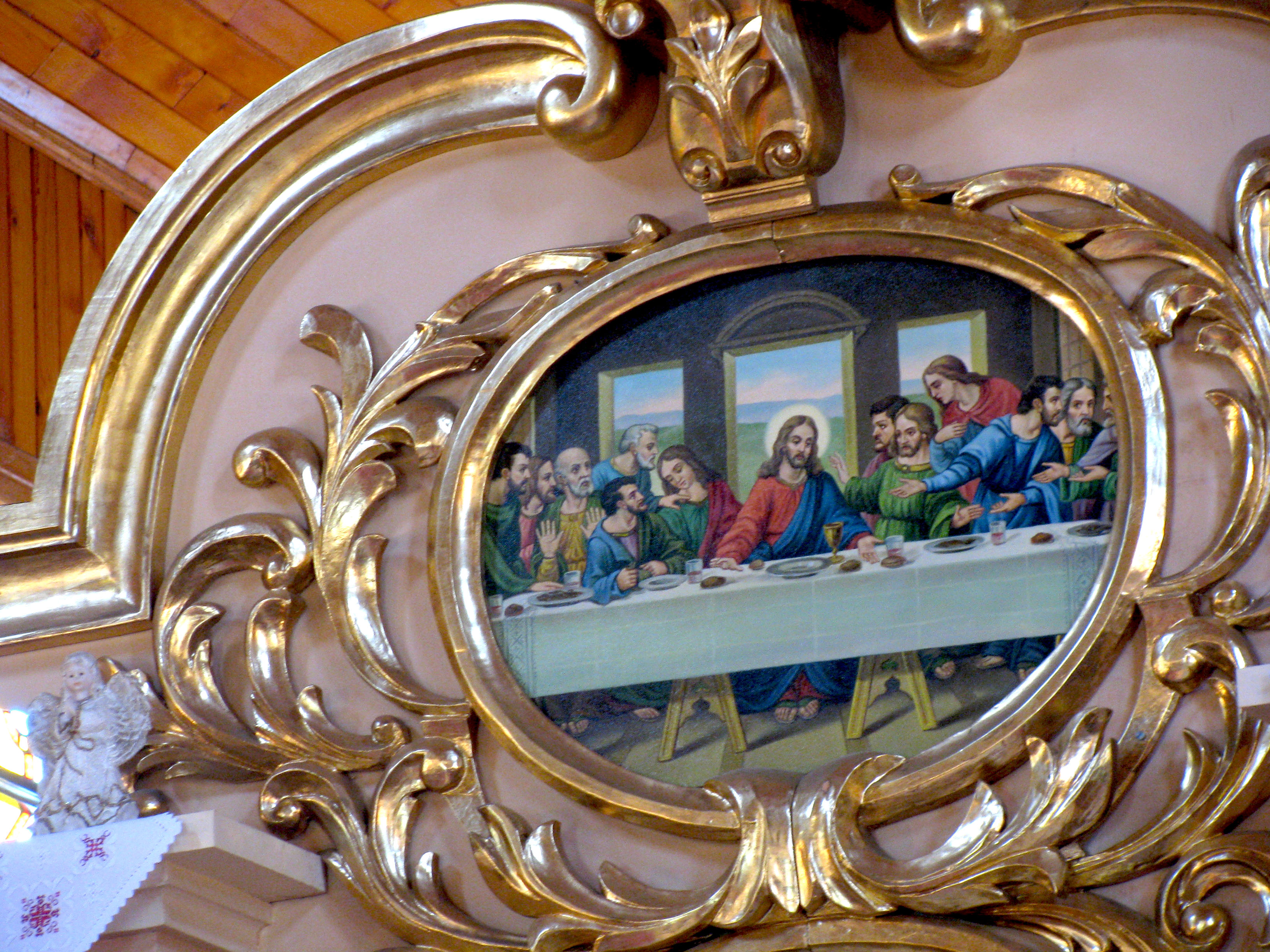
Тайна вечеря
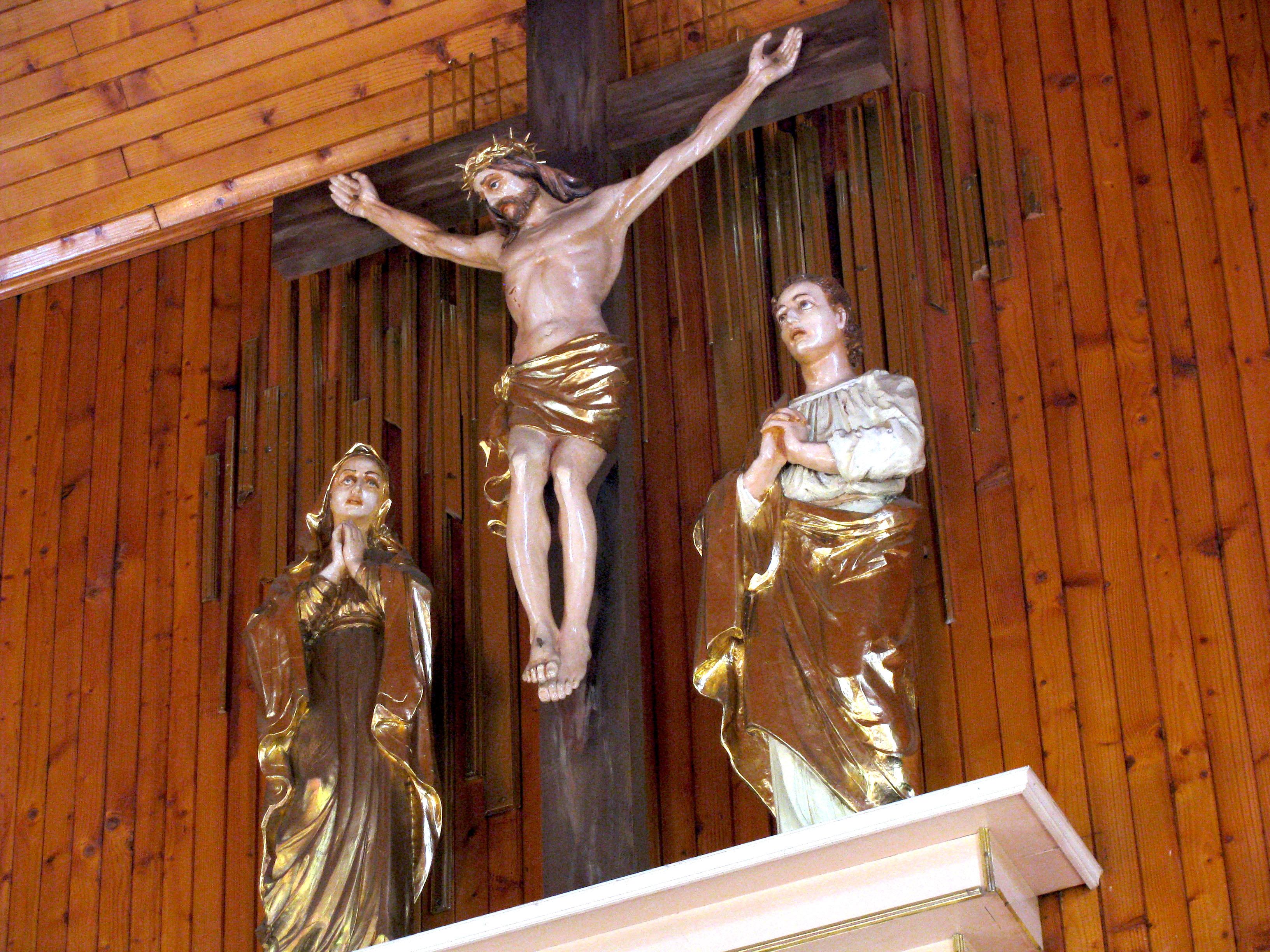
Святе розп'яття
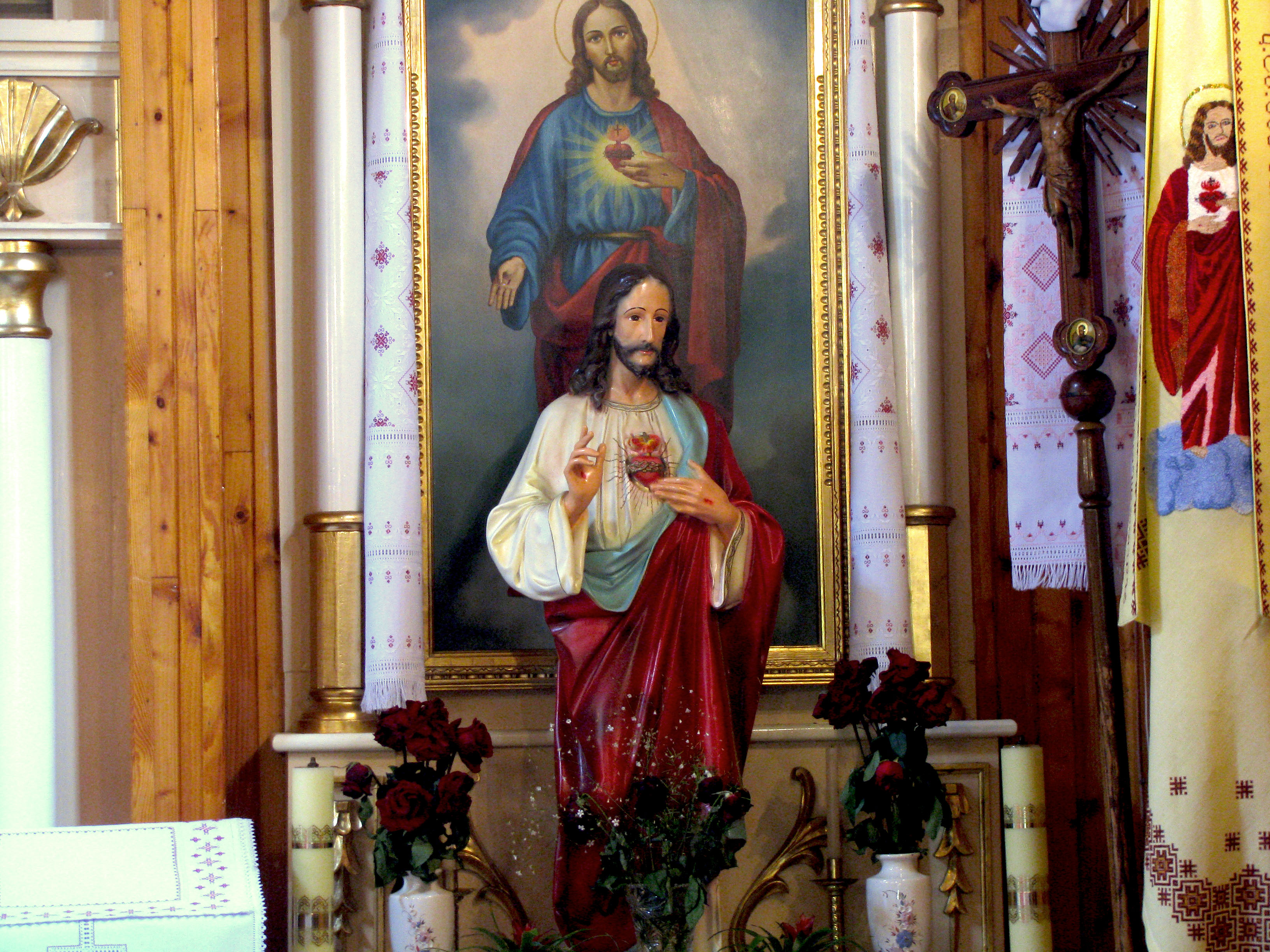
Статуя Ісуса Христа
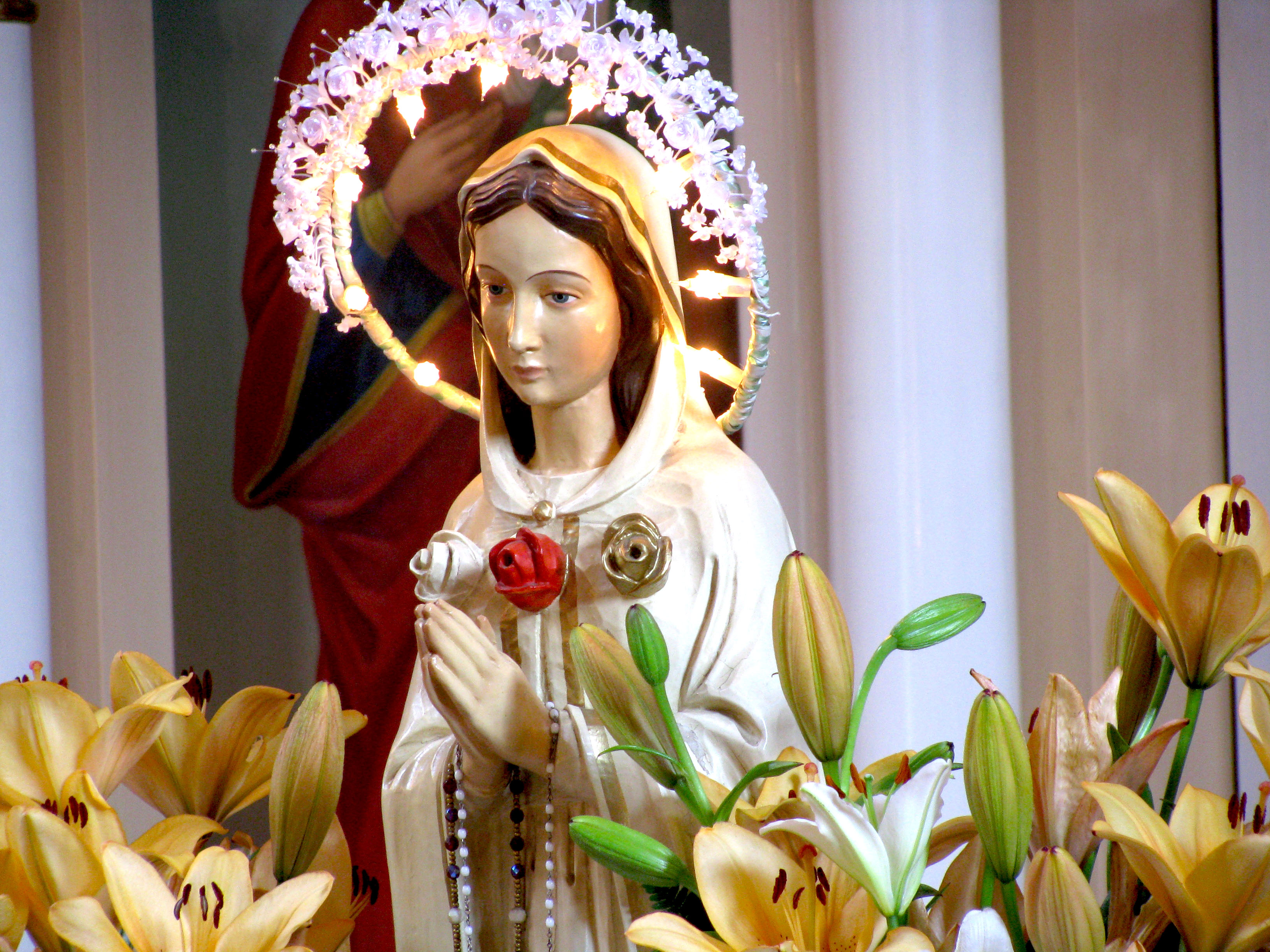
Пречиста Діва Марія